# Георгий (Николаевич)
Митрополит Георгий (в миру Джордже Николаевич, серб. Ђорђе Николајевић; 20 апреля [2 мая] 1807, Язак — 2 [14] февраля 1896, Сараево) — епископ Карловацкой патриархии, митрополит Дабро-Босанский.

## Биография
Родился 20 апреля 1807 года в селе Язак близ Нови-Сада в священнической семье, основатели которой в середине XVII века переехали в Срем из города Любине (Герцеговина).
После немецкой школы в Сремска-Митровице окончил гимназию и семинарию в Сремских Карловцах.
В 1829 году изучал философию в университете Пешта.
В 1830 году митрополит Стефан (Стратимирович) по просьбе местной православной общины направил митрополита Георгия учителем в сербскую школу в Дубровник.
Епископ Далматинский Иосиф (Раячич) рукоположил его 6 мая 1833 года в сан диакона, а 11 мая в сан священника.
С 11 июня 1842 года — член-корреспондент Общества сербской словесности.
Тайно переписал часть кириллических документов, хранящихся в Дубровнике, перед их отправкой в Вену.
28 апреля 1846 года епископом Далматинским Иерофеем (Мутибаричем) возведён в сан протоиерея.
В 1858 году переехал в Задар и там был назначен профессором в Задарской духовной семинарии.
29 апреля 1860 года был назначен консисториальным протопресвитером, оставаясь при этом должность профессором на богословском отделении.
Уже в следующем году, с несколькими священниками в Задаре основал фонд для канцелярских вдов и сирот. Перечислял средства этот фонд является и после отъезда из Задра.
17 октября 1882 года по ходатайству митрополита Дабро-Босанского Саввы (Косановича) с возведением в сан архимандрита переведён в Сараевскую консисторию и назначен временным ректором и преподавателем церковнославянского языка Сараевской духовной семинарии. Дата пострижения в монашество неизвестна.
После отставки митрополит Савва в прощальном Окружном послании от 16 сентября 1885 года назначил архимандрита Георгия администратором Дабро-Босанской митрополии. 21 октября он вступил в должность. 2 февраля 1886 года был хиротонисан во епископа и возведён на Сараевскую кафедру.
Многие церкви в Боснии и Герцеговине не имели церковных книг, из-за чего во многих церквях не служилась литургия. Митрополит Георгий решил эту проблему — в Сараево за государственный счёт перепечатали русские церковные книги.
В отличие от своего предшественника митрополит Георгий старался не обострять отношений с австро-венгерскими властями требованиями смягчения их политики в отношении православных сербов. В основном он занимался повышением уровня духовного образования. В это время православная молодёжь епархии, как правило, училась в более доступных католических школах, где учащихся склоняли к переходу в католичество или унию. Для противостояния этому митрополит Георгий на личные средства открывал школы при монастырях, учредил несколько фондов для финансирования сербских школ.
С 1842 по 1861 год был редактором журнала «Српско-Далматинский магазин» и публиковал в нём свои многочисленные статьи и переводы с немецкого, итальянского и русского языков. Был автором журнала «Любитель просвещения», который выходил в Карловаце, «Сербской народной газеты» и других изданий. Писал об истории и современном положении сербского народа, призывал к единению сербов и сохранению сербской народности и православной веры. С 1882 по 1885 год редактировал ежегодный журнал «Шематизам православне митрополие и архидиоцезе Дабро-Босанске», в 1887 году учредил «Дабро-босански источник».
С 1885 года член-корреспондент научно-просветительского общества Матицы Сербской. C 15 ноября 1892 года — почётный член Сербской королевской академии.
Скончался 20 февраля 1896 года в Сараеве. Похоронен в своей задужбине — в церкви святого Саввы Сербского в селе Блажуй близ Сараева.